# Eintracht Wald-Michelbach
Der SV Eintracht Wald-Michelbach ist ein deutscher Fußballverein aus Wald-Michelbach im Odenwald.

## Sportliche Erfolge
Der sportliche Höhepunkt des Vereins war der Aufstieg in die Oberliga Hessen in der Saison 2001/02 unter Spielertrainer Stefan Trautmann. Unter Trainer Hans Hein als Nachfolger belegte Eintracht Wald-Michelbach in der Oberliga-Saison 2002/03 überraschend den vierten Platz.
Die folgende Saison 2003/04 lief nach starkem Saisonstart weniger erfolgreich. Das Saison-Highlight war das Heimspiel gegen den Regionalliga-Absteiger SV Darmstadt 98, das Wald-Michelbach mit 1:3 verlor. Bei diesem Spiel wurde auch der Zuschauerrekord von 2900 Zuschauern erreicht. In der Abschlusstabelle wurde die ETW, die inzwischen etliche Leistungsträger verloren hatte, Dreizehnter. Das dritte und bisher letzte Jahr der Oberligazugehörigkeit war die Spielzeit 2004/05, in der Trainer Hans Hein schon frühzeitig entlassen wurde. Doch auch sein Nachfolger Karl-Heinz Walter konnte letztlich den Abstieg nicht verhindern: Am Ende belegte Eintracht Wald-Michelbach mit 30 Punkten den vorletzten Tabellenplatz und stieg somit aus der Oberliga Hessen wieder ab.
Auch in der Landesliga Hessen Süd konnte sich die Eintracht Wald-Michelbach nicht etablieren und wurde 2005/06 mit 25 Punkten als Tabellenvorletzter in die Bezirksoberliga Darmstadt durchgereicht. Dem bereits im Spätsommer zurückgetretenen Trainer Karl-Heinz Walter folgte in dieser Saison mit Markus Bähr (Karlsruher SC, 1. FC Köln) ein weiterer Ex-Profi als Coach.
Im Bezirkspokal 2007 konnte sich der SV Eintracht Wald-Michelbach als Finalist für den Hessenpokal 2008 qualifizieren. Im Finale traf der Verein erneut auf den SV Darmstadt 98. Obwohl das Spiel mit 0:3 verloren wurde, reichte es zur Qualifikation, weil aus dem Bezirk Darmstadt zwei Vereine am Hessenpokal teilnehmen dürfen. 2011 gelang als Vertreter der Verbandsliga erneut die Qualifikation für den Hessenpokal.
Derzeit spielt die erste Mannschaft unter Trainer Ralf Ripperger in der sechstklassigen Verbandsliga Süd. Die zweite Mannschaft ist in der achtklassigen Kreisoberliga Bergstraße beheimatet. Lokalrivalen der ETW sind die Nachbarn SG Unter-Abtsteinach und SV Unter-Flockenbach.

## Sportplatz
Der SV Eintracht Wald-Michelbach trägt seine Heimspiele auf dem 3000 Zuschauer fassenden Sportplatz Rudi-Wünzer-Straße aus. Des Weiteren steht ein Kunstrasen für den Spielbetrieb zur Verfügung. Auch eine Flutlichtanlage ist an dem Sportplatz installiert.

## Sonstiges
Am 8. August 2008 schlug während des Trainingbetriebs ein Blitz in die Flutlichtanlage ein. Es wurden 32 Menschen verletzt, 9 davon schwer.